# Theresienmesse
Theresienmesse (H. 22/12) és una missa en si bemoll major escrita per Joseph Haydn i que porta suposadament el nom de Maria Teresa de Borbó-Dues Sicílies, emperadriu consort de Francesc I d'Àustria. La mateixa emperadriu fou la soprano solista en actuacions privades, juntament amb La creació i Les estacions el maig 1801 a la Cort de Viena. El títol no apareix a la partitura autògrafa, que està etiquetat simplement amb la paraula llatina "Missa".

## Origen i context
Durant l'última dècada de la seva vida, entre 1796 i 1802, Haydn va compondre sis grans misses. Són partitures d'alegria desbordant que demanen un important desplegament coral. L'orquestra adquireix també una particular rellevància, resulten molt simfòniques en el concepte i contenen grans fugues corals i moments vocals de gran bellesa.
Haydn va ser testimoni de molts canvis radicals en la música durant el curs de la seva llarga vida. Tenia divuit anys quan Bach va morir el 1750, moment en què es considera closa l'època barroca, i setanta-dos anys quan Beethoven va estrenar la Simfonia heroica el 1804, marcant el començament de l'època romàntica. Les velles formes de la música van ser reemplaçats per la simfonia, sonata i quartet de cordes, el clientelisme es va traslladar des de l'església fins a la cort reial, i els concerts públics van anar convertint en populars. Al llarg de tots aquests canvis, Haydn seguia sent una figura pionera. Altres compositors van escriure simfonies, sonates i quartets de corda abans que ell, però fou Haydn el primer que va explorar el potencial sense explotar d'aquestes formes, amb la seva expansió i desenvolupament fins a un grau fins llavors inimaginable.
L'alegria gairebé infantil de la música de Haydn, la seva inesgotable inventiva i la seva perfecció de disseny amagaven una considerable força interior. Aquesta fusió de l'exuberància, l'originalitat, l'elegància clàssica i el poder intel·lectual explica en gran manera l'atractiu irresistible de la seva música. Aquestes són les qualitats que van col·locar Haydn, de lluny, per sobre del nivell de tots, excepte de Mozart, entre els seus contemporanis, i el van mantenir a l'avantguarda de la música durant la major part del segle xviii. No és d'estranyar que va ser aclamat com un geni a tot Europa, admirat i venerat pel públic i pels seus companys. Mozart va dir: "només Haydn té el secret tant de fer-me somriure i com de tocar la meva ànima més profunda". Fins i tot Napoleó, en la captura de Viena, va ordenar immediatament una guàrdia d'honor per ser col·locat al voltant de la casa de Haydn.

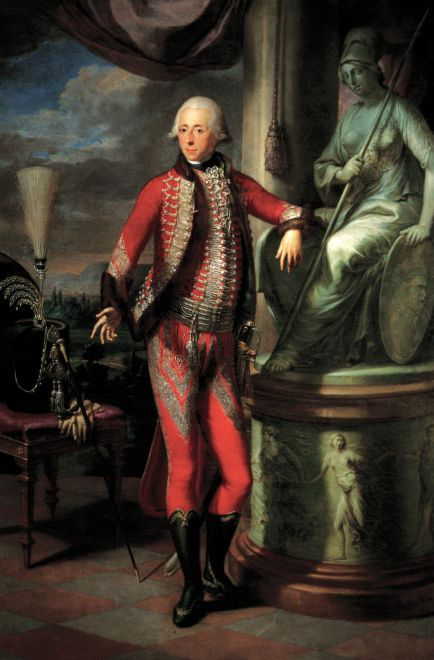
Nicolau II retratat per Martin Knoller el 1793

Durant gran part de la seva vida Haydn va dedicar les seves energies principalment a compondre música orquestral i instrumental. Les obres mestres supremes corals de la seva vellesa -La Creació, Les estacions i les sis últims misses- van ser totes compostes després de 1795, any en què va acabar l'última de les seves 104 simfonies. La missa vienesa del segle xviii eren relativament senzilles, generalment amb un modest acompanyament d'un orgue o potser un petit grup orquestral, i les primeres misses de Haydn són majoritàriament d'aquest tipus. El 1795 el príncep Nicolau II Esterházy, l'ocupador de Haydn a Eisenstadt, li va encarregar la composició d'una nova missa per cada any. Haydn, tot i que ja tenia seixanta-tres anys, hi va veure l'oportunitat per a la innovació, i va procedir a ampliar el format amb tots els recursos de l'orquestra simfònica clàssica molt més estesa i elaborada. El resultat va ser la missa simfònica.
La magnífica Missa de Nelson de 1798 és, sens dubte, la més famosa d'aquestes sis últimes grans misses. Igualment magistral, encara que menys teatral en la concepció, és el quarta de la sèrie, el Theresienmesse, que Haydn va compondre l'any següent mentre finalitzava els seus dos magnífics oratoris, La Creació i Les estacions.
L'origen del sobrenom Theresienmesse segueix sent objecte de conjectures, però en general s'atribueix a la suposada associació de treball amb Maria Teresa, la dona de l'emperador Francesc II.
La partitura de la missa és una mica inusual. Per exemple per l'escassetat de músics de vent a Einsenstadt entre 1798 i 1799, la secció de vent comprèn només dos clarinets, un fagot i dues trompetes. Haydn hàbilment utilitza aquest petit grup amb gran efecte. La missa és una obra de contrastos musicals marcats, amb passatges tranquils i lentes, com l'obertura mateixa del Kyrie, es contraposen amb seccions fortes i vigoroses com les pàgines finals del Credo. Textures himnòdies simples contrasten amb fugues complexes, i l'escriptura silenciosa dona pas a passatges orquestrals brillants en la qual les trompetes proporcionen la cirereta musical del pastís. El quartet de solistes de vegades s'escolta a vegades en forma de diàleg amb el cor i a vegades en les seccions dedicades a ells, sobretot a et incarnatus est al Credo. La Theresienmesse brilla per la seva vitalitat i la inspiració inesgotable, tan característica d'aquest notable compositor, que seguia experimentant i segueix sorprenent el seu públic fins al final de la seva vida.